# Расс, Оливер
Оливер Расс (эст. Oliver Rass; 25 мая 2000, Таллин) — эстонский футболист, защитник и полузащитник клуба «Курессааре».

## Биография
Воспитанник таллинских футбольных школ «Коткад» и «Флора», первые тренеры — Хейго Вяльяс, Ристо Калласте. С 2016 года начал играть на взрослом уровне за вторую и третью команды «Флоры» в низших лигах Эстонии.
В 2018 году перешёл в «Курессааре», проводивший первый сезон после четырёхлетнего перерыва в высшем дивизионе. В новом клубе сразу стал игроком основного состава, выступал на позиции левого защитника или опорного полузащитника. Дебютный матч на высшем уровне сыграл 3 марта 2018 года против «Транса». Первый гол забил 20 октября 2018 года в ворота таллинского «Калева». В 2022 году «Курессааре» с его участием финишировал на пятом месте в чемпионате, что стало лучшим результатом в истории клуба. В августе 2024 года Расс сыграл 200-й матч за клуб (с учётом всех турниров).
Выступал за сборные Эстонии младших возрастов, провёл более 10 матчей.